# Isao Okawa
Isao Okawa (大川 功, Ōkawa Isao) (19 mai 1926 - 16 mars 2001) est un homme d'affaires japonais, et un ancien président du conseil d'administration de Sega.

## Biographie
Okawa nait à Osaka, au Japon. Jeune adulte, il étudie à l'université Waseda à Tokyo. Après avoir obtenu son diplôme, il fonde sa propre société informatique : Computer Service Company, qui deviendra CSK Holdings Corporation (CSK). Il crée également une fondation caritative à son nom en 1986. 

### Parcours chez CSK Holdings
CSK est une entreprise créée par Okawa en 1968. Elle fournit principalement des services ICT à diverses entreprises à travers le Japon. Okawa est le président du conseil d'administration de 1968 jusqu'à son décès en 2001.

### Parcours chez Sega
De 1984 à 2004, CSK est l'actionnaire majoritaire de Sega. Il en résulte qu'Okawa est le président du CA de Sega Enterprises. En 2004, les parts de CSK sont rachetées par Sammy et Hajime Satomi devient le nouveau PDG de Sega. Sega et Sammy fusionnent et deviennent Sega Sammy Holdings. Okawa fait un don de 40 millions de dollars à Sega Enterprises, principalement pour financer la Dreamcast. Il efface les dettes que Sega a envers lui, et cède à Sega Corporation ses actions Sega et CSK, qui valent au total 695 millions de dollars,,,. Cela a pour conséquence qu'il est parfois considéré rétrospectivement comme une figure emblématique de l'histoire de Sega. CSK gère également un institut de recherche qui produit des logiciels pour toutes les plates-formes de Sega. Il échoue à négocier avec Bill Gates le rachat de Sega par Microsoft, puis un partenariat pour que la Xbox puisse lire les jeux Dreamcast. Après son décès, Okawa est remplacé par Hideki Sato à la tête de Sega.

### Titres honorifiques
Le gouvernement japonais reconnaît l'aide et le soutien financier qu'a apporté Okawa à de nombreuses entreprises technologiques japonaises, parmi lesquelles Sega. Son alma mater lui décerne un doctorat honorifique.

### Décès
Okawa, qui souffrait d'un cancer, décède d'une insuffisance cardiaque à l'hôpital universitaire de Tokyo. Sa mort est déclarée le 16 mars 2001 à 15h47. Il avait 74 ans.

### Postérité
Bill Gates rend hommage à Isao Okawa au Tokyo Game Show en 2001, ; Peter Moore, revenant sur le dixième anniversaire de la sortie de la Dreamcast, en fait de même en 2009.